# Sextus Nonius Quinctilianus
 (juin 2022).
La mise en forme du texte ne suit pas les recommandations de Wikipédia : il faut le « wikifier ».
Les points d'amélioration suivants sont les cas les plus fréquents. Le détail des points à revoir est peut-être précisé sur la page de discussion.
- Les titres sont pré-formatés par le logiciel. Ils ne sont ni en capitales, ni en gras.
- Le texte ne doit pas être écrit en capitales (les noms de famille non plus), ni en gras, ni en italique, ni en « petit »…
- Le gras n'est utilisé que pour surligner le titre de l'article dans l'introduction, une seule fois.
- L'italique est rarement utilisé : mots en langue étrangère, titres d'œuvres, noms de bateaux, etc.
- Les citations ne sont pas en italique mais en corps de texte normal. Elles sont entourées par des guillemets français : « et ».
- Les listes à puces sont à éviter, des paragraphes rédigés étant largement préférés. Les tableaux sont à réserver à la présentation de données structurées (résultats, etc.).
- Les appels de note de bas de page (petits chiffres en exposant, introduits par l'outil «  Source ») sont à placer entre la fin de phrase et le point final[comme ça].
- Les liens internes (vers d'autres articles de Wikipédia) sont à choisir avec parcimonie. Créez des liens vers des articles approfondissant le sujet. Les termes génériques sans rapport avec le sujet sont à éviter, ainsi que les répétitions de liens vers un même terme.
- Les liens externes sont à placer uniquement dans une section « Liens externes », à la fin de l'article. Ces liens sont à choisir avec parcimonie suivant les règles définies. Si un lien sert de source à l'article, son insertion dans le texte est à faire par les notes de bas de page.
- La présentation des références doit suivre les conventions bibliographiques. Il est recommandé d'utiliser les modèles {{Ouvrage}}, {{Chapitre}}, {{Article}}, {{Lien web}} et/ou {{Bibliographie}}. Le mode d'édition visuel peut mettre en forme automatiquement les références.
- Insérer une infobox (cadre d'informations à droite) n'est pas obligatoire pour parachever la mise en page.

Pour une aide détaillée, merci de consulter Aide:Wikification.
Si vous pensez que ces points ont été résolus, vous pouvez retirer ce bandeau et améliorer la mise en forme d'un autre article.
Sextus Nonius Quinctilianus est un homme politique et un sénateur de l'Empire romain.

## Famille
Il est le fils de Lucius Nonius Asprenas et de son épouse Quinctilia Varulla. Selon Barbara Lewick, il est peut être le fils de Publius Quinctilius Varus et de sa première épouse au nom inconnu. Il a été adopté par son oncle par alliance, Lucius Nonius Asprenas. S'il a été adopté, son adoption par Lucius Nonius Asprenas est antérieur à son triumvirat monétaire en -6.
De son mariage avec Sosia, fille de Caius Sosius, il a deux fils, Sextus Nonius Quinctilianus, consul suffect en 38, et Lucius Nonius Quinctilianus.

## Biographie
Il est né vers -23.
En -6, il est triumvir monetaire. En -4, il accompagne son oncle Varus en Syrie probablement comme tribun militaire.
Il est consul ordinaire en 8 avec pour collègues Marcus Furius Camillus. Il est proconsul d'Asie en 16/17.